# Оливје Мију
Оливје Мију (фр. Olivier Milloud; 9. децембар 1975) бивши је професионални рагбиста и некадашњи репрезентативац Француске.

## Каријера

### Клупска каријера
Целу професионалну каријеру провео је у Француској. После сезоне проведене у аматерском тиму "Беарепјер" прешао је у професионални клуб "Бургоин", за који је играо 16 година (170 мечева, 2 есеја), до преласка у Стад Франс. Са екипом "Бургоин" није освојио ниједан трофеј. Изгубио је два финала купа Француске, једно финале француске лиге и једно финале челинџ купа.

### Репрезентација Француске
За репрезентацију Француске дебитовао је у тест мечу против Румуније 28. маја 2000.
Током 2003, повредио је зглоб, али се успешно опоравио до јесени те године, када је одржан светски куп у Аустралији. Био је део селекције Француске на два светска купа (2003, 2007). Једини есеј у дресу Француске постигао је против Шкотске у мечу купа шест нација. Са "галским петловима" је освајао у три наврата титулу првака Старог континента.

## Успеси
Куп шест нација са Француском 2002, 2006, 2007.